# 第55回朝日新聞社杯競輪祭
第55回朝日新聞社杯競輪祭は、2013年11月28日から12月1日まで、小倉競輪場で行われた競輪のGI競走である。

## KEIRINグランプリ2013への道のり
当大会は、当年12月30日に立川競輪場で行われる、KEIRINグランプリ2013の出場権をかけた最後の一戦となる。当大会開幕直前までに、同レースへの優先出場権を得た選手は以下の5名。
| 平原康多 | 第28回読売新聞社杯全日本選抜競輪 優勝             |
| 村上義弘 | 第66回日本選手権競輪 優勝                         |
| 成田和也 | 第64回高松宮記念杯競輪 優勝                       |
| 金子貴志 | 第22回寬仁親王牌・世界選手権記念トーナメント 優勝 |
| 後閑信一 | 第56回オールスター競輪 優勝                       |

残る4名は、当大会の優勝者ないし、当年12月1日時点における賞金獲得額上位者から選出されるが、以下の2名が賞金獲得額上位者として出場を確定させている（賞金獲得額順位は当年当大会開幕直前時点による）。
- 深谷知広 - 賞金獲得額 第1位
- 新田祐大 - 同 第4位

以上の前提に立ち、実質的に決勝戦が行われるまでに残った椅子は2名。そして残る2名の争いは、
- 長塚智広 - 同 第5位
- 浅井康太 - 同 第9位

の2名に加え、下記に記した決勝戦に進出したメンバーということになった。このうち、賞金獲得額上位の長塚は決勝戦に進出した段階でグランプリ出場を確定させた。
この決勝戦で、既に優先出場権を獲得している平原・金子、賞金上位で出場が確定していた深谷・新田・長塚以外の4名の内、決勝戦当日開催前時点では、岩津裕介と大塚健一郎の2名は、当大会で優勝しなければ出場権を得られず、第14位神山雄一郎は2着以内、第12位藤木裕は3着以内であれば出場できる可能性があった。しかし決勝戦当日、浅井が10レースの特別優秀戦で2着に入ったため、藤木も神山同様2着以内に入らないと出場権を獲得できなくなった。

## 決勝戦

### 競走成績
- 12月1日（日）[3]
- 誘導員…北津留翼（福岡）

| 着順 | 車番 | 選手       | 登録地 | 着差     | 決まり手 | 上がり(秒) | H/B | 特記 |
| ---- | ---- | ---------- | ------ | -------- | -------- | ---------- | --- | ---- |
| 1    | 7    | 金子貴志   | 愛知   |          | 差し     | 10.9       |     |      |
| 2    | 1    | 深谷知広   | 愛知   | 3/4車身  | 逃げ     | 11.1       | B   |      |
| 3    | 6    | 大塚健一郎 | 大分   | タイヤ差 |          | 10.8       |     |      |
| 4    | 3    | 新田祐大   | 福島   | 1車輪    |          | 10.9       | H   |      |
| 5    | 4    | 神山雄一郎 | 栃木   | 3/4車身  |          | 10.6       |     |      |
| 6    | 8    | 岩津裕介   | 岡山   | 1車身    |          | 10.6       |     |      |
| 7    | 5    | 藤木裕     | 京都   | 1車身    |          | 11.2       |     |      |
| 8    | 2    | 長塚智広   | 茨城   | 1車身    |          | 11.0       |     |      |
| 9    | 9    | 平原康多   | 埼玉   | 大差     |          | 12.7       |     |      |

### 配当金額
| 枠番二連勝複式 | 1=5   | 790円   |
| 枠番二連勝単式 | 5-1   | 1750円  |
| 車番二連勝複式 | 1=7   | 790円   |
| 車番二連勝単式 | 7-1   | 1710円  |
| 三連勝複式     | 1=6=7 | 6070円  |
| 三連勝単式     | 7-1-6 | 17340円 |
| ワイド         | 1=7   | 530円   |
| ワイド         | 6=7   | 1960円  |
| ワイド         | 1=6   | 1520円  |

### レース概略
最後の直線はマッチレースになり、金子が余裕で深谷を差し切り、寛仁親王牌に続いて今年2度目のGIタイトルを獲得。2着には深谷が入って、またも師弟コンビのワンツー決着となった。3着は藤木後位から直線インを突っ込んだ大塚。
このレースの結果、浅井が今年も最後の最後でのグランプリ出場権を手に入れた。

## その他
- 今大会では実況アナウンサーファン投票は行われず、4日間とも実況は橋本悠督が担当した。橋本は、翌年以降も2019年の第61回大会まで担当した。

- 決勝戦の地上波中継は「第55回 朝日新聞社杯競輪祭（GI）決勝戦」《TXN系列 全6局ネット》[5][6]。

- 目標額は105億円[7]だったが、四日間の総売上は100億8361万3000円[8]だった。